# Geoff Bent
Geoffrey Bent (Salford, 27 settembre 1932 – Monaco di Baviera, 6 febbraio 1958) è stato un calciatore inglese, di ruolo difensore.
È deceduto nel disastro aereo di Monaco di Baviera.

## Carriera
Tra il 1951 ed il 1958 ha giocato complessivamente 12 partite nella prima divisione inglese con la maglia del Manchester Utd.

## Palmarès

### Club

#### Competizioni nazionali
- Campionato inglese: 3

Manchester United: 1951-1952, 1955-1956, 1956-1957
- Community Shield: 3

Manchester United: 1952, 1956, 1957